# 7036 Kentarohirata
7036 Kentarohirata è un asteroide della fascia principale. Scoperto nel 1995, presenta un'orbita caratterizzata da un semiasse maggiore pari a 3,0982761 UA e da un'eccentricità di 0,2005183, inclinata di 8,93850° rispetto all'eclittica.